# Pseudocercospora artocarpicola
Pseudocercospora artocarpicola är en svampart som beskrevs av U. Braun & McKenzie 1999. Pseudocercospora artocarpicola ingår i släktet Pseudocercospora och familjen Mycosphaerellaceae.   Inga underarter finns listade i Catalogue of Life.